# Holotrichia pinguis
Holotrichia pinguis är en skalbaggsart som beskrevs av Leon Fairmaire 1904. Holotrichia pinguis ingår i släktet Holotrichia och familjen Melolonthidae. Inga underarter finns listade i Catalogue of Life.